# Benzoesäureanhydrid
Benzoesäureanhydrid ist eine chemische Verbindung aus der Gruppe der Säureanhydride, genauer das Säureanhydrid der Benzoesäure.

## Gewinnung und Darstellung
Benzoesäureanhydrid entsteht beim Kochen von Benzoesäure mit (wasserentziehendem) Essigsäureanhydrid, technisch aus Benzoylchlorid und Benzoesäure, oder durch Reaktion von Benzoylchlorid mit Wasser.

## Eigenschaften
Benzoesäureanhydrid ist ein farbloser kristalliner Feststoff, der in organischen Lösungsmitteln leicht löslich, in Wasser unlöslich ist. Durch siedendes Wasser bzw. wässrige Laugen wird es unter Bildung von Benzoesäure hydrolytisch gespalten.

## Verwendung
Benzoesäureanhydrid wird als Benzoylierungsmittel in organischen Synthesen, insbesondere von Pharmazeutika und Farbstoffen, verwendet. Benzoesäureanhydrid bietet eine bequeme Möglichkeit Benzoesäureester herzustellen, die gegenüber Hydrolyse stabiler als Essigsäureester sind. Dort dient die Benzoylgruppe als Schutzgruppe für Alkohol-Funktionen.
Es dient auch als Arylierungsmittel in der Heck-Reaktion. Ferner wird es verwendet, um Benzoesäure und anderen Verbindungen wie Furan-2-yl-phenyl-methanon durch Friedel-Crafts-Acylierungsreaktionen herzustellen. Zusätzlich wird es für die Synthese von Carbonsäureestern und Lactonen verwendet.